# Индукционная лампа

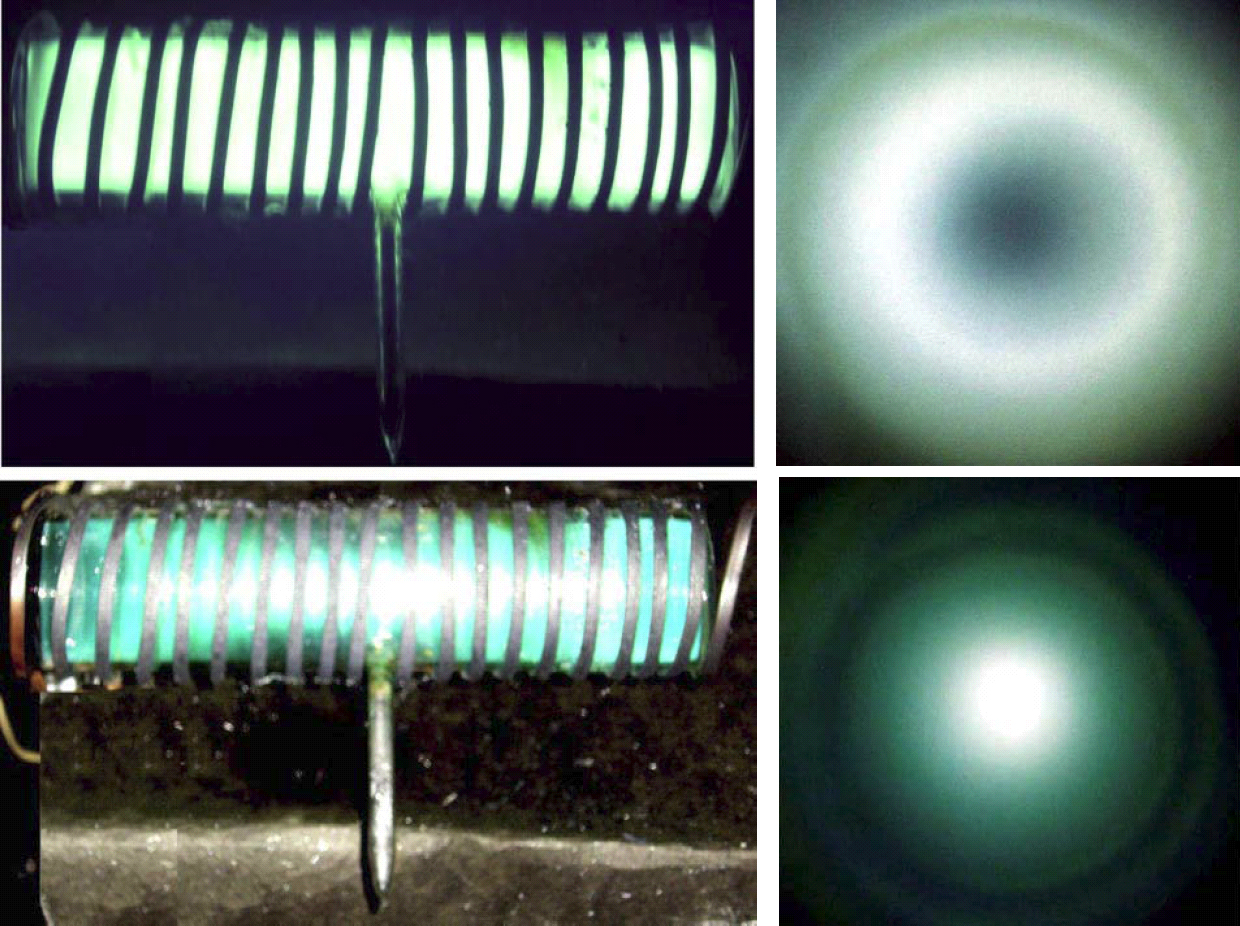
Индукционный разряд в парах ртути в трубке 200×Ø36 мм со средней мощностью 1-5 кВт с частотой 1-15 кГц при низких (сверху) и больших (снизу) давлениях

Индукционная лампа — безэлектродная газоразрядная лампа, в которой первичным источником света служит плазма, возникающая в результате ионизации газа высокочастотным магнитным полем. Для создания магнитного поля баллон с газом лампы размещают рядом с катушкой индуктивности. Отсутствие прямого контакта электродов с газовой плазмой позволяет назвать лампу безэлектродной. Отсутствие металлических электродов внутри баллона с газом значительно увеличивает срок службы и улучшает стабильность параметров.

## Принцип работы
Индукционная лампа состоит из:

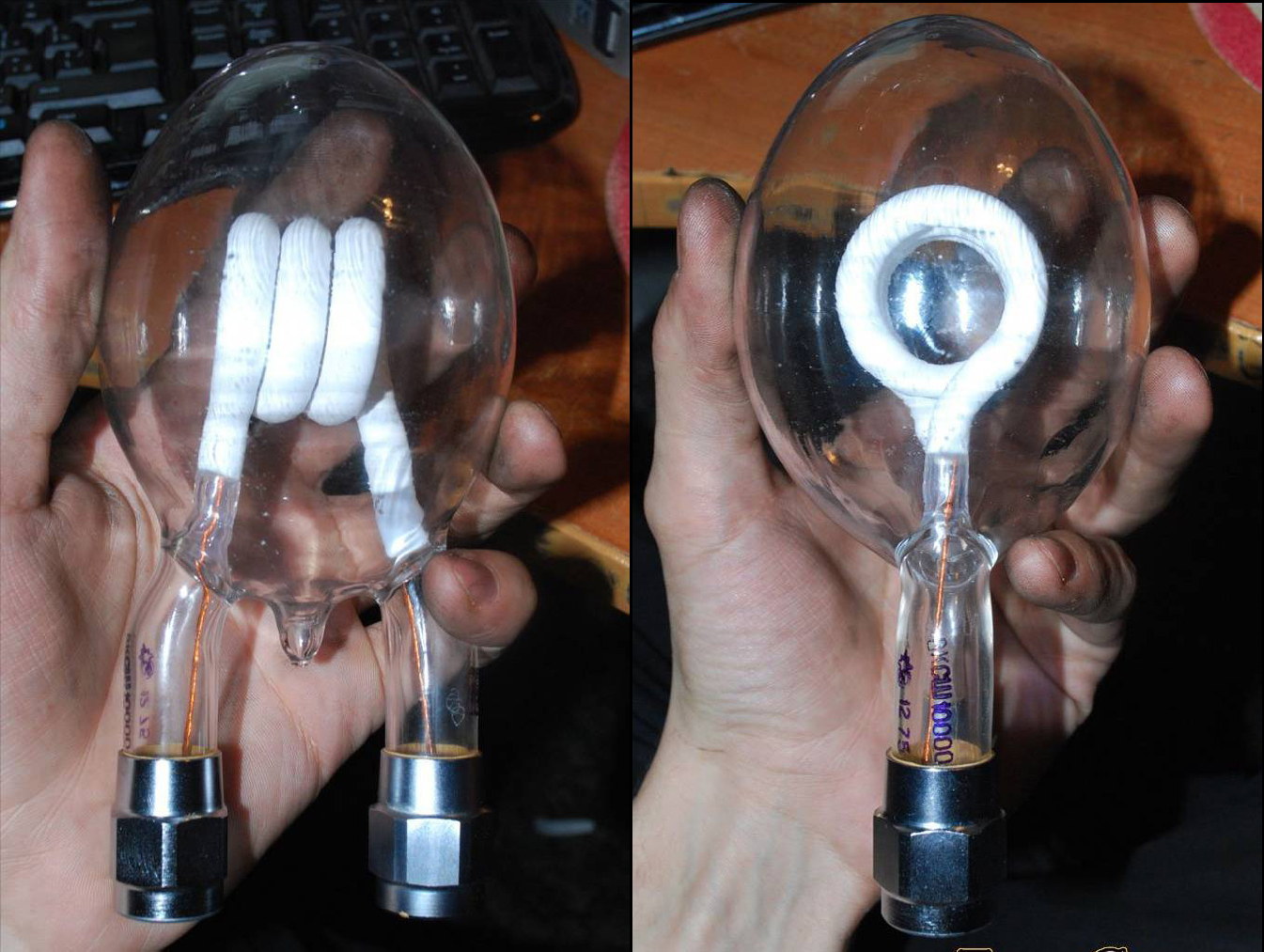
Лампа ВКсШ-10000, 10 кВт. "Стелла", СССР, 1975 г.

- газоразрядной трубки, внутренняя поверхность которой может быть покрыта люминофором для получения видимого света или специальным светоотражающим покрытием на основе кремния, служащим для получения высоких яркостей;
- катушки (первичной обмотки трансформатора), у которой полость лампы является вторичным витком;
- электронного генератора высокочастотного тока для запитки катушки;
- для уменьшения рассеяния высокочастотного магнитного поля (что улучшает электромагнитную совместимость, увеличивает эффективность) может снабжаться ферромагнитными экранами и/или сердечниками.

Различают два типа конструкции индукционных ламп по способу размещения электронного устройства:
- Индукционная лампа со внешним генератором (электронное устройство и лампа являются разнесёнными устройствами).
- Индукционная лампа со встроенным генератором (конструктивно генератор и лампа скомпонованы в одном корпусе).

Электронный генератор вырабатывает высокочастотный ток, протекающий по обмотке накачки лампы. Вторичная «обмотка» трансформатора короткозамкнутая, это ионизированный газ трубки. При достижении напряжённости электрического поля в газе, достаточной для электрического пробоя, газ превращается в низкотемпературную плазму. Так как плазма хорошо проводит электрический ток, в газовой полости лампы начинает выделяться энергия от протекания электрического тока и поддерживается устойчивый плазменный шнур.
Возбуждённые электрическим разрядом атомы газа, наполняющего полость лампы, излучают фотоны с длинами волн, характерными для атомов наполняющего лампу газа (эмиссионные линии спектра). Обычно эти лампы наполняют смесью аргона с парами ртути, аргон добавляют для облегчения зажигания лампы при низких температурах, когда давление паров ртути недостаточно для возникновения газового разряда. Атомы ртути в газовом разряде ярко излучают в эмиссионных линиях в невидимой глазом ультрафиолетовой части спектра. Если необходимо, ультрафиолетовое излучение атомов ртути преобразуется в видимое излучение посредством люминофора, нанесённого на внутреннюю поверхность стеклянной трубки лампы. Такие лампы можно отнести к люминесцентным лампам.
Известны мелкосерийные образцы ламп для имитации солнечного излучения, разработанные ПО "Стелла", основной составляющей в газовом наполнении которых являлся ксенон. При его ВЧ возбуждении он излучает спектр, очень похожий на солнечный.
Многие лампы со внешними электродами не имеют люминофорного покрытия и излучают наружу только тот свет, который излучается ионизированным газом (плазмой). Такие лампы относятся к газосветным лампам.
Основное преимущество ламп со внешними электродами над газоразрядными лампами с электродами — длительный срок службы и высокая стабильность параметров. Это вызвано тем, что внутри лампы нет металлических деталей, способных разрушаться под ударами ионов и электронов и изменять состав газовой среды.

## Характеристики
- Чаще всего заявляемый производителями срок службы составляет 60 000—150 000 часов (опытные данные отсутствуют). Благодаря безэлектродному исполнению срок службы значительно выше, чем у традиционных электродных люминесцентных ламп.
- Номинальная светоотдача: более 80 лм/Вт и при увеличении мощности лампы увеличивается световой поток, при этом снижается срок службы за счёт повышенной эксплуатационной нагрузки. Так например лампа 300 Вт выдаёт 90 Лм/Вт.
- Производители заявляют высокий уровень светового потока после длительного использования. К примеру, после 60 000 часов наработки уровень светового потока по расчётам должен составлять свыше 70 % от первоначального (60000 часов=13 лет использования в 12 часовом режиме).
- Мгновенное включение/выключение (отсутствует время ожидания между переключениями, что является хорошим преимуществом перед большинством газоразрядных ламп (ртутной лампой ДРЛ, натриевой лампой ДНаТ и металлогалогенной лампой ДРИ), для которых требуется время для выхода на рабочий режим и время остывания 5—15 минут после внезапного отключения электросети).
- Неограниченное количество циклов включения/выключения.
- Цветопередача люминесцентных безэлектродных индукционных ламп аналогична цветопередаче обычных ртутных газоразрядных ламп с люминофором, так как они обычно наполнены тем же рабочим газом и используют те же люминофоры.  Некоторые опытные и мелкосерийные разработки дают спектр излучения очень похожий на солнечный, причём люминофор в таких лампах отсутствует.
- Большинство индукционных ламп так же как и люминесцентные лампы, требуют специальной утилизации из-за присутствия ртутных соединений и электронных компонентов.

## Применение
Благодаря высокой стабильности параметров безэлектродные ртутные газоразрядные лампы применяются в качестве прецизионных источников ультрафиолетового излучения, например, в спектрометрии.
Индукционный принцип возбуждения газа используется в накачке газовых лазеров.
Индукционные лампы применяются для наружного и внутреннего освещения, особенно в местах, где требуется хорошее освещение с высокой светоотдачей, длительным сроком службы: улицы, магистрали, тоннели, промышленные и складские помещения, производственные цеха, автостоянки, стадионы. Ввиду присутствия высокочастотных электромагнитных излучений не рекомендуется установка в аэропорты, железнодорожные станции, автозаправочные станции.
Специализированные индукционные лампы большой мощности с ксеноновым (и, по некоторым данным, ксенон-криптон-аргон-неоновым) наполнением использовались для испытания материалов и элементов конструкций радиоэлектронных средств космических аппаратов, а также в установках фотолитографии.
| Тип источника света                   | S/P коэффициент |
| ------------------------------------- | --------------- |
| Лампа на светодиодах CREE X-PG 5000 К | 2,34            |
| Индукционная лампа 6500 К             | 2,22            |
| Галогенная лампа                      | 1,5             |
| Металлогалогенная лампа               | 1,49            |
| Лампа накаливания                     | 1,41            |
| Люминесцентная лампа 4200 К           | 1               |
| Ртутная лампа высокого давления       | 0,8             |
| Натриевая низкого давления            | 0,35            |
|                                       |                 |

Бытовой прибор «Фотон» производства МЭЛЗ использовал в своём составе индукционную лампу ИВР, внешне представляющую собой шарик из кварцевого стекла диаметром 2,5 см со ртутно-аргоновым наполнением. Прибор являлся источником УФ-излучения для косметических целей, а также иногда использовался в радиолюбительской практике (стирание ПЗУ).
Данные, полученные Фрэнсисом Рубинштейном из отдела строительных технологий, Национальной лаборатории им. Лоуренса в Беркли (Калифорния, США), позволяют перевести данные, полученные при измерении светового потока традиционным измерительным прибором (Lm) в визуально эффективные люмены (PLm). Просто умножив показания люксметра на соответствующий коэффициент, получаются значения видимой освещённости.
Коэффициент S/P — это отношение измерений люксметра, скорректированного по цветовой кривой дневного света, к измерениям люксметра, настроенного по кривой ночного зрения.